# Burgfreiheit 3 (Mönchengladbach)

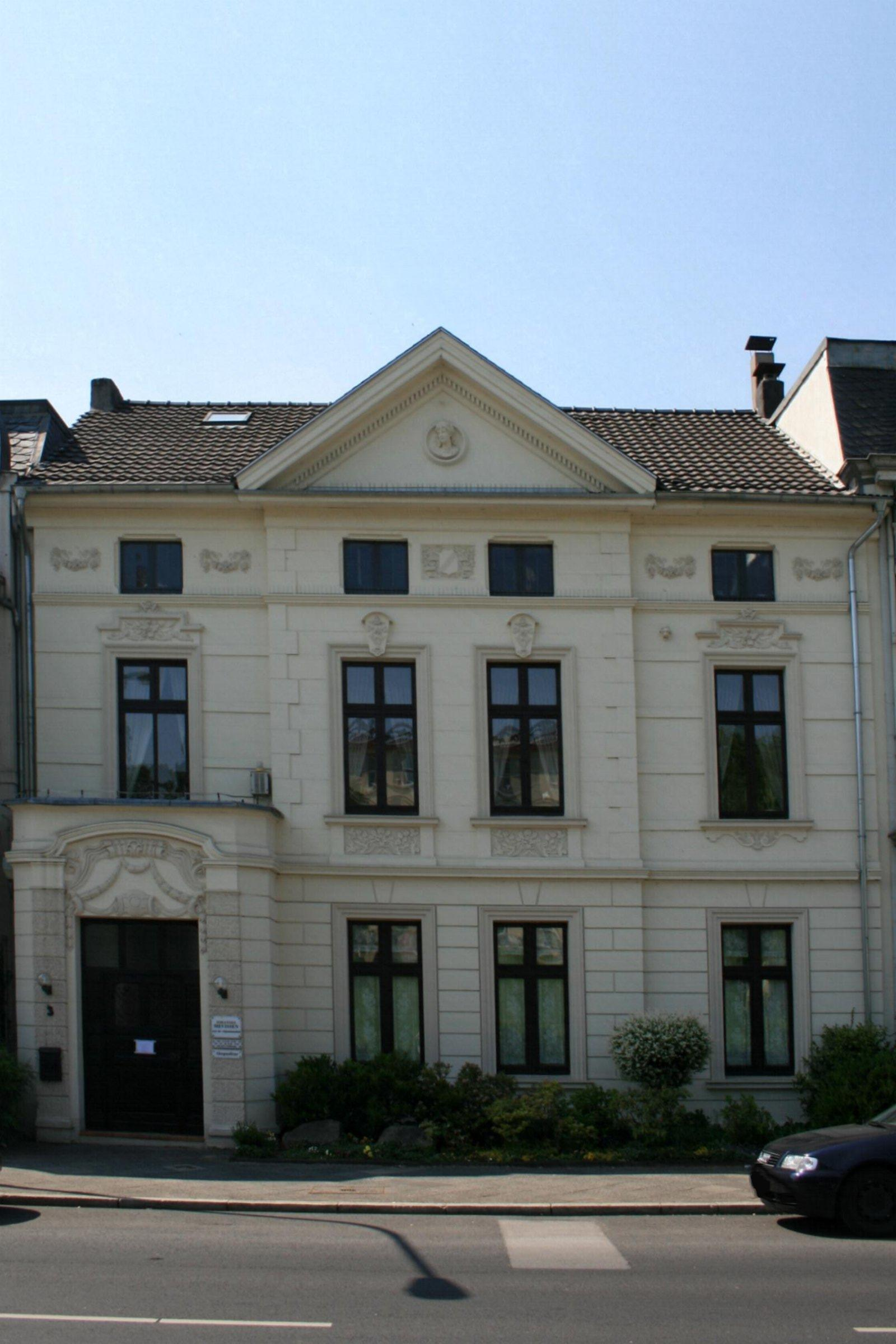
Wohn- und Praxishaus (2010)

Das Wohn- und Praxishaus Burgfreiheit 3 steht im Stadtteil Odenkirchen in Mönchengladbach (Nordrhein-Westfalen).
Das Gebäude wurde um 1900 erbaut. Es ist unter Nr. B 133 am 4. November 1993 in die Denkmalliste der Stadt Mönchengladbach eingetragen worden.

## Architektur
Das Objekt liegt innerhalb einer historischen Dreihäusergruppe am Anfang der Burgfreiheit, die als Ausfallstraße nach Köln bereits als mittelalterliche Wegeführung östlich des historischen Stadtkerns entlangführt. Bei dem Objekt handelt es sich um einen zweieinhalbgeschossigen Putzbau von vier Achsen unter einem flach geneigten Satteldach.